# Assedio di Tessalonica (617)
L'Assedio di Tessalonica del 617 o 618 fu un vano assedio della città di Tessalonica, la fortezza bizantina più importante della regione, da parte degli Avari e delle tribù slave (Sclaveni) che si erano insediati nei dintorni della città. L'assalto costituì l'ultimo e il meglio organizzato tentativo da parte degli Avari di prendere la città. Durò 33 giorni e coinvolse l'uso di macchine da assedio, ma alla fine fallì. La fonte principale per questi eventi è costituita dai Miracoli di San Demetrio, una raccolta di miracoli attribuiti al santo patrono di Tessalonica, San Demetrio.

## Contesto storico
Nell'ultimo terzo del VI secolo, i Balcani bizantini furono minacciati da incursioni a larga scala degli Avari, insediati nella pianura ungherese, e dei loro alleati slavi, stanziati a nord del Danubio, il confine nord-occidentale dell'Impero bizantino. I Bizantini, impegnati nel fronte orientale in una guerra protratta contro i Persiani Sasanidi, non furono in grado di difendere in maniera adeguata i Balcani: in seguito alla caduta di Sirmio nel 582 e di Singidunum nell'anno successivo, i Balcani rimasero esposti ai saccheggi degli Avari. Lo sfondamento del limes danubiano permise inoltre alle tribù slave di spingersi nei loro saccheggi e incursioni fino addirittura alla Grecia, dando avvio a un graduale processo di insediamento permanente degli Slavi nelle aree invase, la cui estensione, cronologia e ulteriori dettagli sono tuttora oggetto di dibattito. Nel corso di queste incursioni, probabilmente nel 586 (anche se il 597 è una possibile data alternativa), Tessalonica, la città più importante dei Balcani dopo la stessa capitale Costantinopoli, fu assediata dagli Avari e dai loro ausiliari Slavi per sette giorni, come attestato dai Miracoli di San Demetrio, una raccolta di miracoli attribuiti al santo patrono della città in due libri, uno scritto intorno al 610 e l'altro intorno al 680.
In seguito alla conclusione della pace con i Persiani sul fronte orientale nel 591, l'imperatore bizantino Maurizio e i suoi generali furono in grado di avviare una serie di campagne che permisero allo stato bizantino di riguadagnare terreno su Slavi e Avari. Tuttavia, tali successi furono vanificati dalla rivolta dell'esercito danubiano nel 602, che portò alla detronizzazione e all'uccisione di Maurizio, nonché all'ascesa dell'usurpatore Foca. Il rinnovo della guerra con la Persia comportò il rapido e definitivo collasso della frontiera danubiana nei primi decenni del VII secolo, siccome le truppe imperiali furono trasferite sul fronte orientale. Foca e il suo successore Eraclio I comprarono la pace con gli Avari mediante tributi annuali, ma gli Slavi ancora una volta ebbero mano libera per devastare i Balcani indisturbati, e nel 604 un esercito di 5 000 uomini attaccò senza preavviso Tessalonica di notte, ma non riuscì a scalare le mura cittadine.

## Assedio e conseguenze
Fu solo a partire dal secondo decennio del VII secolo, tuttavia, che gli Avari e gli Slavi rinnovarono la loro offensiva; diverse città sembrerebbero essere state abbandonate e/o cadute in mano nemica in quell'epoca, con molti rifugiati in fuga verso sud. Nel 615, una coalizione di tribù slave condotta dal loro capo Chatzon, agendo in apparenza indipendentemente dagli Avari, attaccò invano Tessalonica. In seguito a tale fallimento, gli Slavi si rivolsero agli Avari, inviando emissari al khagan, al quale promisero le grandi ricchezze che avrebbero trovato in città, aggiungendo inoltre che Tessalonica ospitava in quel momento i rifugiati bizantini provenienti "dalle regioni danubiane, Pannonia, Dacia, Dardania e altre province e città", in fuga dalle incursioni avare e slave.
L'attacco avaro si materializzò nel 617 (o nel 618), in quanto occorreva del tempo per mobilizzare le loro varie tribù a loro soggette. Secondo la narrativa dei Miracoli di San Demetrio, l'attacco fu inaspettato: gli Avari in un primo momento inviarono degli esploratori che catturarono chiunque con cui si fossero imbattuti al di fuori delle mura cittadine. Il khagan, con il grosso delle sue forze, comprese pesanti macchine da assedio, catapulte, arieti, e torri d'assedio, arrivò alcuni giorni dopo. L'imperatore Eraclio, colto alla sprovvista dall'attacco avaro e in quel momento urgentemente impegnato contro i Persiani, non fu in grado di inviare aiuti; ad eccezione di alcune navi cariche di vettovaglie che arrivarono in tempo, la città fu costretta a fare esclusivo affidamento alle proprie risorse, senza alcun aiuto esterno. Nonostante la sofisticazione tecnologica degli assedianti fosse senza precedenti, essi apparentemente non furono in grado di sfruttarla appieno a causa della loro inesperienza: una torre d'assedio collassò uccidendo coloro che la manovravano, mentre gli arieti si rivelarono inefficaci contro le mura cittadine. Tuttavia l'assedio era di gran lunga meglio organizzato dei tentativi precedenti, e si protrasse per 33 giorni. Alla fine il khagan, dopo negoziazioni con i Tessalonicesi, accettò di levare l'assedio in cambio di oro, ma non prima di aver dato alle fiamme le chiese nelle campagne circostanti. Gli Slavi, d'altra parte, vendettero i prigionieri in mano loro ai Tessalonicesi. Per una generazione, fino all'imponente assedio slavo avvenuto intorno al 676–678, Tessalonica sarebbe rimasta in pace con le tribù slave insediate nelle vicinanze.